# Coenotephria neogamata
Coenotephria neogamata är en fjärilsart som beskrevs av Rudolf Püngeler 1909. Coenotephria neogamata ingår i släktet Coenotephria och familjen mätare. Inga underarter finns listade i Catalogue of Life.